# Власовдан
Власовдан (Власов дан) је хришћански и народни празник који се прославља 24. фебруара (11. фебруара по старом календару), чиме се обележава успомена на Светог Власија.

## Народни обичај
У Лужници и Нишави празнују за здравље волова. Тога дана сваки домаћин меси колач, који негде пререже свештеник, а од колача се обавезно давало и воловима по парче. У многим селима за овај су дан светили водицу као и за славу. У селима око Пирота одржавали су тога дана заједничко весеље. По мишљењу Нидерлеа, и у неким обичајима балканских Словена на Св. Блажа пренесена је функција заштитника стоке старог словенског бога Велеса или Волоса.